# Franz von Paula Gruithuisen
Franz von Paula Gruithuisen est un naturaliste et astronome bavarois, né à Haltenberg, sur le Leck, en 1774, et mort en 1852.
Il obtint la chaire de médecine de Munich en 1808, et professa l’astronomie avec beaucoup d’éclat, à partir de 1826, à l’observatoire de la même ville. Avant Civiale, il découvrit le lithotriteur, pour lequel il reçut de l’Institut de France un prix de 1,000 francs.

## Œuvres
On a de lui : De l’existence du sentiment dans les têtes et les troncs des décapités (1809) ; Anthropologie (1810) ; De la nature des comètes (1811) ; Pensées et opinions sur tes causes des tremblements de terre (1825) ; Histoire naturelle du ciel étoile (1836) ; Découverte de traces évidentes d’habitants dans la lune, inséré dans les Archives de Kastner.
Il a publié aussi deux almanachs d’astronomie, de géographie et d’histoire naturelle, le premier sous le titre d’Analectes, 1828-1832, le deuxième sous celui d’Annuaire, de 1838 jusqu’à sa mort.

## Hommages
Les montagnes de la Lune suivantes portent son nom : 
- Mons Gruithuisen Delta
- Mons Gruithuisen Gamma

## Source
« François de Paule Guithuisen », dans Pierre Larousse, Grand dictionnaire universel du XIXe siècle, Paris, Administration du grand dictionnaire universel, 15 vol., 1863-1890 [détail des éditions].